# Megi
Megi je žensko osebno ime.

## Izvor imena
Ime Megi je različica ženskega osebnega imena Marjeta.

## Pogostost imena
Po podatkih Statističnega urada Republike Slovenije je bilo na dan 31. decembra 2007 v Sloveniji število ženskih oseb z imenom Megi: 107.

## Osebni praznik
Osebe z imenom Megi lahko godujejo takrat kot osebe z imenom Marjeta.